# Sołtyków (województwo mazowieckie)
Sołtyków – wieś w Polsce położona w województwie mazowieckim, w powiecie radomskim, w gminie Skaryszew. Ma status sołectwa.
W latach 1975–1998 miejscowość administracyjnie należała do województwa radomskiego.
15 marca 1984 część wsi (2,48 ha) włączono do Radomia.
Obecnie przez wieś przebiegają wybrane kursy linii autobusowej nr 23 Miejskiego Zarządu Dróg i Komunikacji w Radomiu.